# 北鎌倉駅
北鎌倉駅（きたかまくらえき）は、神奈川県鎌倉市山ノ内にある、東日本旅客鉄道（JR東日本）横須賀線の駅である。

## 乗り入れ路線
東京駅経由の総武快速線直通列車のほか、新宿駅経由で宇都宮線に直通する湘南新宿ラインも停車する。かつては、一部の成田エクスプレスが繁忙期の休日日中を中心に横須賀駅まで延長され、当駅にも停車していた（2017年1月まで）。
また当駅には、各路線ごとに駅番号が与えられている。
- 横須賀線：東海道本線（品鶴線経由）を経て、下り列車は大船駅より線路名称上の横須賀線を走る。上り列車は多くの列車が東京駅を経由し、総武快速線へ直通する。 - 駅番号「JO 08」
- 湘南新宿ライン：東海道本線（品鶴線経由）を経て、西大井駅まで横須賀線と同一の線路を使用し、新宿駅経由で宇都宮線へ直通する。 - 駅番号「JS 08」

## 歴史
- 1927年（昭和2年）5月20日：鎌倉郡小坂村に国鉄横須賀線の北鎌倉仮停車場として開業[1]。付近住民の請願により設置。5月 - 10月のみ営業。
- 1930年（昭和5年）10月1日：駅へ昇格し、北鎌倉駅が開業[1]。この頃に現在の駅舎を建設した。
- 1933年（昭和8年）2月11日：小坂村が町制施行し、大船町へ改称する。
- 1948年（昭和23年）6月1日：鎌倉市へ編入される。
- 1965年（昭和40年）7月1日：荷物扱い廃止[1]。
- 1987年（昭和62年）4月1日：国鉄分割民営化により、東日本旅客鉄道の駅となる[1]。
- 1995年（平成7年）3月1日：自動改札機を設置し、供用開始[4]。
- 1997年（平成9年）：関東の駅百選に選定。選定理由は「古都鎌倉にふさわしく、静かで素朴な駅」。
- 2001年（平成13年）
  - 3月28日：天皇・皇后およびノルウェー国王夫妻の神奈川県訪問に伴う1号御料車編成のお召し列車が、東京駅から東海道本線経由で当駅間に運転される（片道のみ）。EF58 61 牽引[5]。
  - 11月18日：ICカード「Suica」供用開始。
  - 12月1日：湘南新宿ライン運行開始。
- 2014年（平成26年）3月15日：横浜駅・大船駅発着の「成田エクスプレス」の一部列車が、横須賀駅まで臨時列車として繁忙期の土日祝のみ延長運転を開始。当駅が停車駅となる。
- 2017年（平成29年）1月：成田エクスプレスの延長運行が休止。
- 2018年（平成30年）
  - 5月31日：みどりの窓口の営業を終了[6]。
  - 7月1日：業務委託化[3]。

## 駅構造
JR東日本ステーションサービスが駅管理を受託している横浜統括センター（鎌倉駅）管理の業務委託駅。みどりの窓口は2018年5月31日に営業を終了し、代わりに同年6月16日に指定席券売機が設置されている。
相対式ホーム2面2線を有する地上駅。上りホームの鎌倉方端に駅舎があり、下りホームに移るには構内踏切を渡らなければならない。この踏切の遮断機は長い間駅係員が手作業で遮断桿を操作していたが、のちに自動化された。
改札口は3か所あり、駅舎にある西口、下りホームの鎌倉方にある東口、下りホームの中程にある時間限定の臨時口がそれぞれ別に設けられている。
西口には自動券売機や自動改札機が設置されており、入場・出場とも可能である。
東口には簡易Suica改札機や駅員のいる精算所が設けられているが、乗車券の発売は行われていない。このため出場は可能だが、入場については有効な乗車券を持っている場合、ICカード等で乗車する場合のみ可能となっている。
臨時口には簡易Suica改札機のほかに乗車駅証明書発行機が設けられているため、入場・出場ともに可能である。開設時間中は駅員が常駐し、集改札を行っている。かつては平日朝の通学時間帯とゴールデンウィークなどの休日の最混雑時に限って出場のみ利用できたが、隣接する道路の通行止めによる不便の解消のために2017年4月から正式な改札となり入場もできるようになった。
構内に階段が多いことからバリアフリー化が計画された。このうち、構内階段部へのエレベータ新設、下りホーム久里浜方の階段をスロープ化し大船方へ7メートル延伸、多機能トイレ設置等を行うなどのバリアフリー化計画に基づく工事は2014年3月末に完成した。

### のりば
| 番線 | 路線                   | 方向 | 行先                     |
| ---- | ---------------------- | ---- | ------------------------ |
| 1    | 横須賀・総武線（快速） | 上り | 横浜・東京・千葉方面     |
| 1    | 湘南新宿ライン         | 北行 | 渋谷・新宿・大宮方面     |
| 2    | 横須賀線               | 下り | 鎌倉・横須賀・久里浜方面 |

（出典：JR東日本:駅構内図）

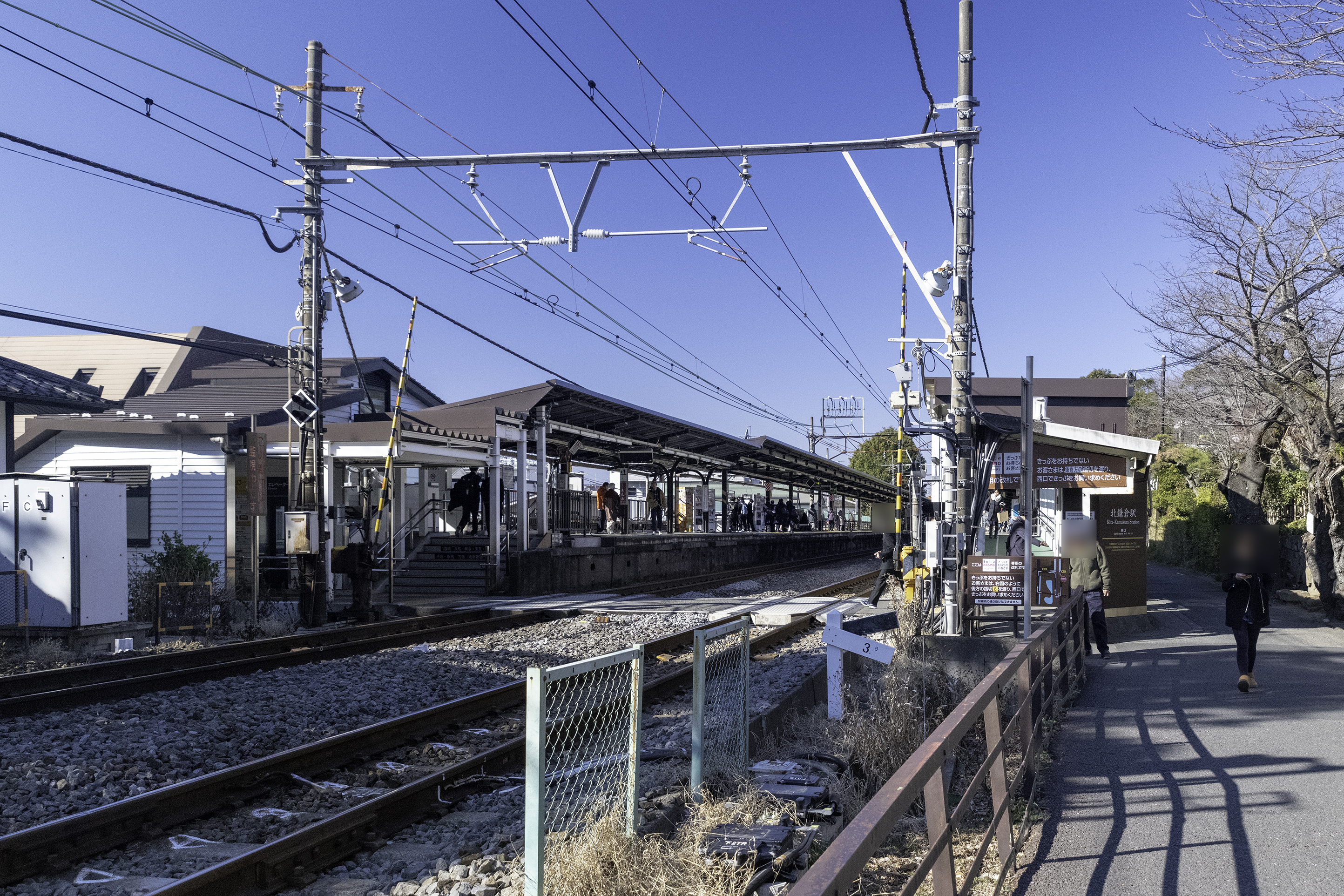
東口（2017年1月）
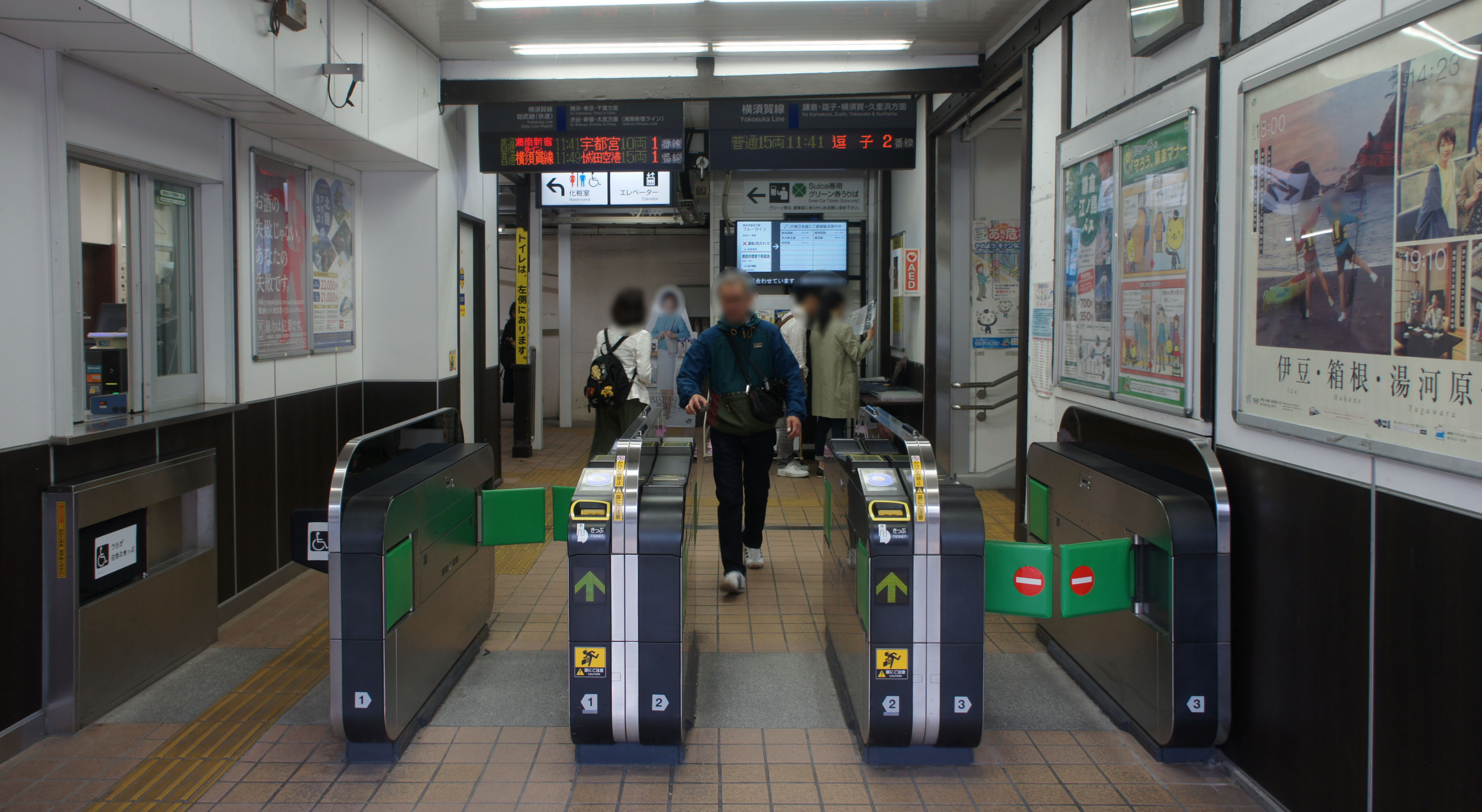
西口改札（2019年6月）
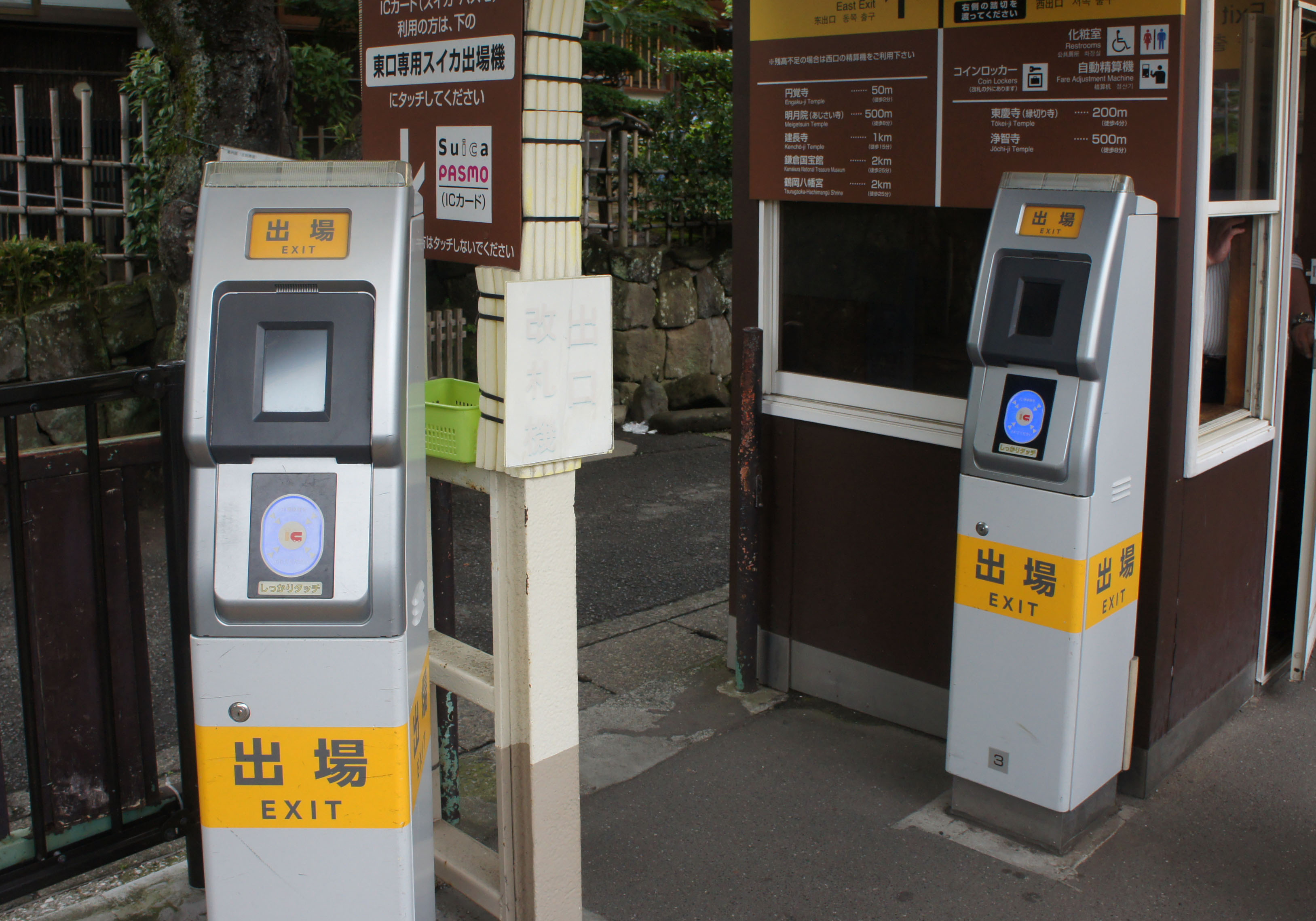
東口改札（2019年6月）
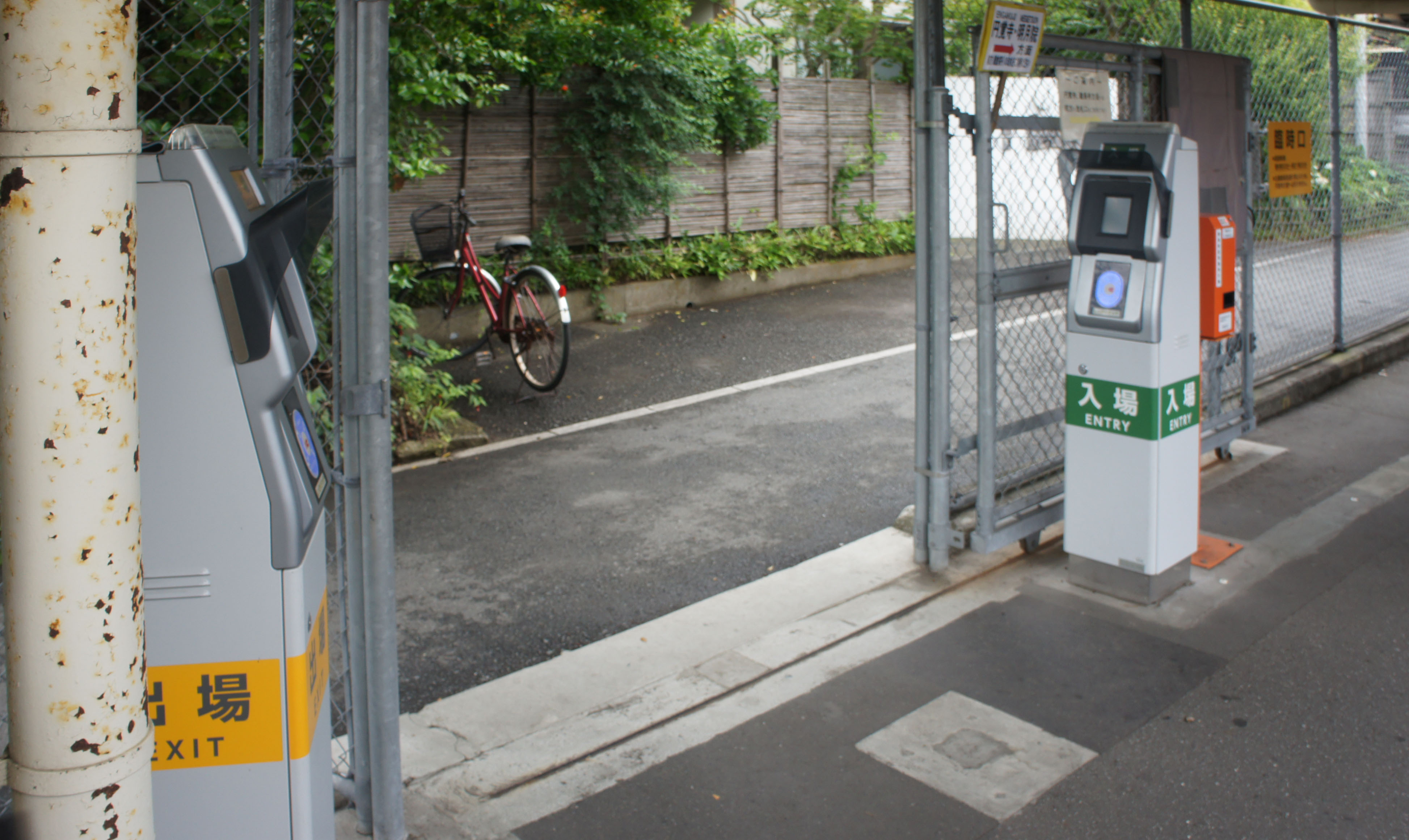
臨時口改札（2019年6月）
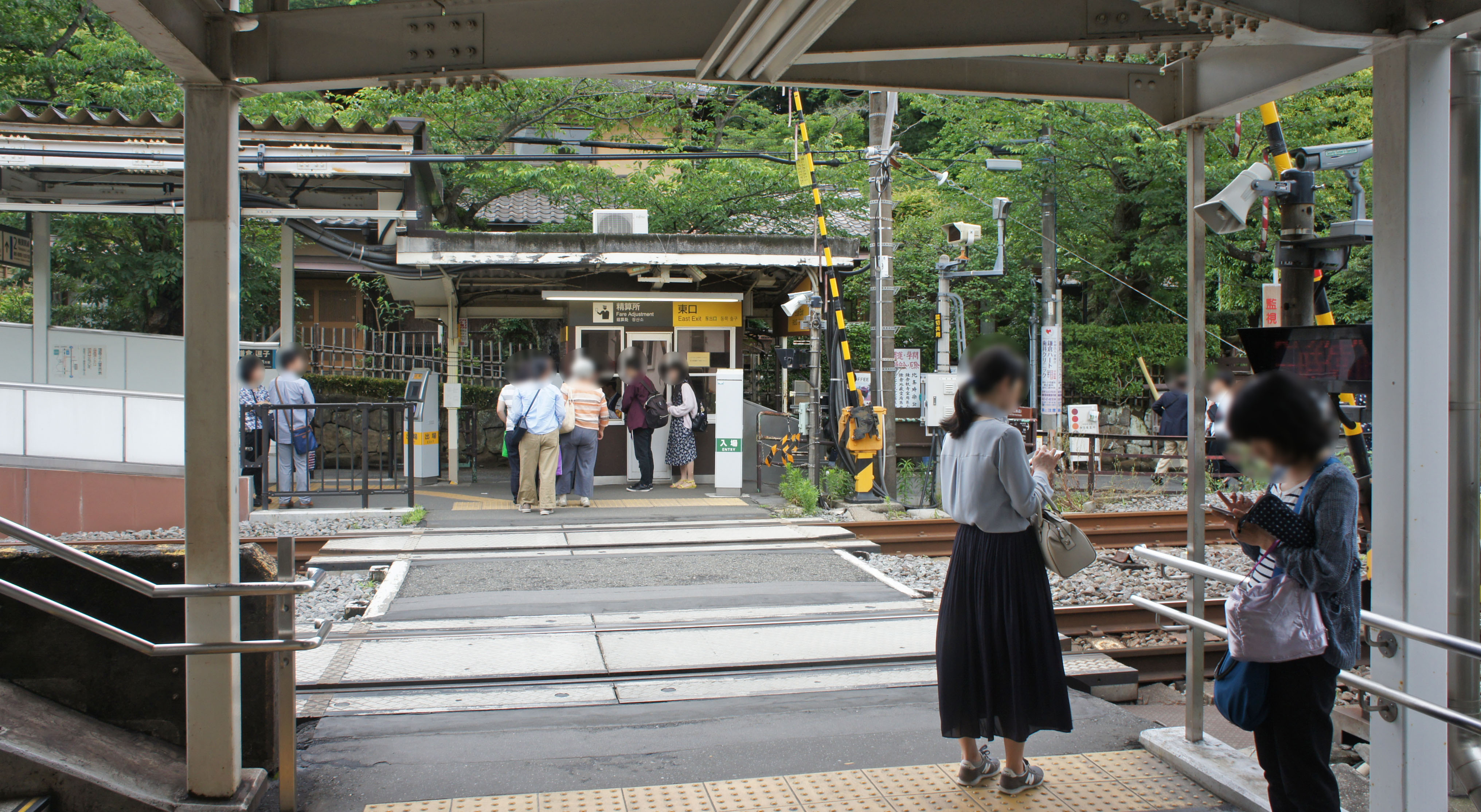
構内踏切（2019年6月）
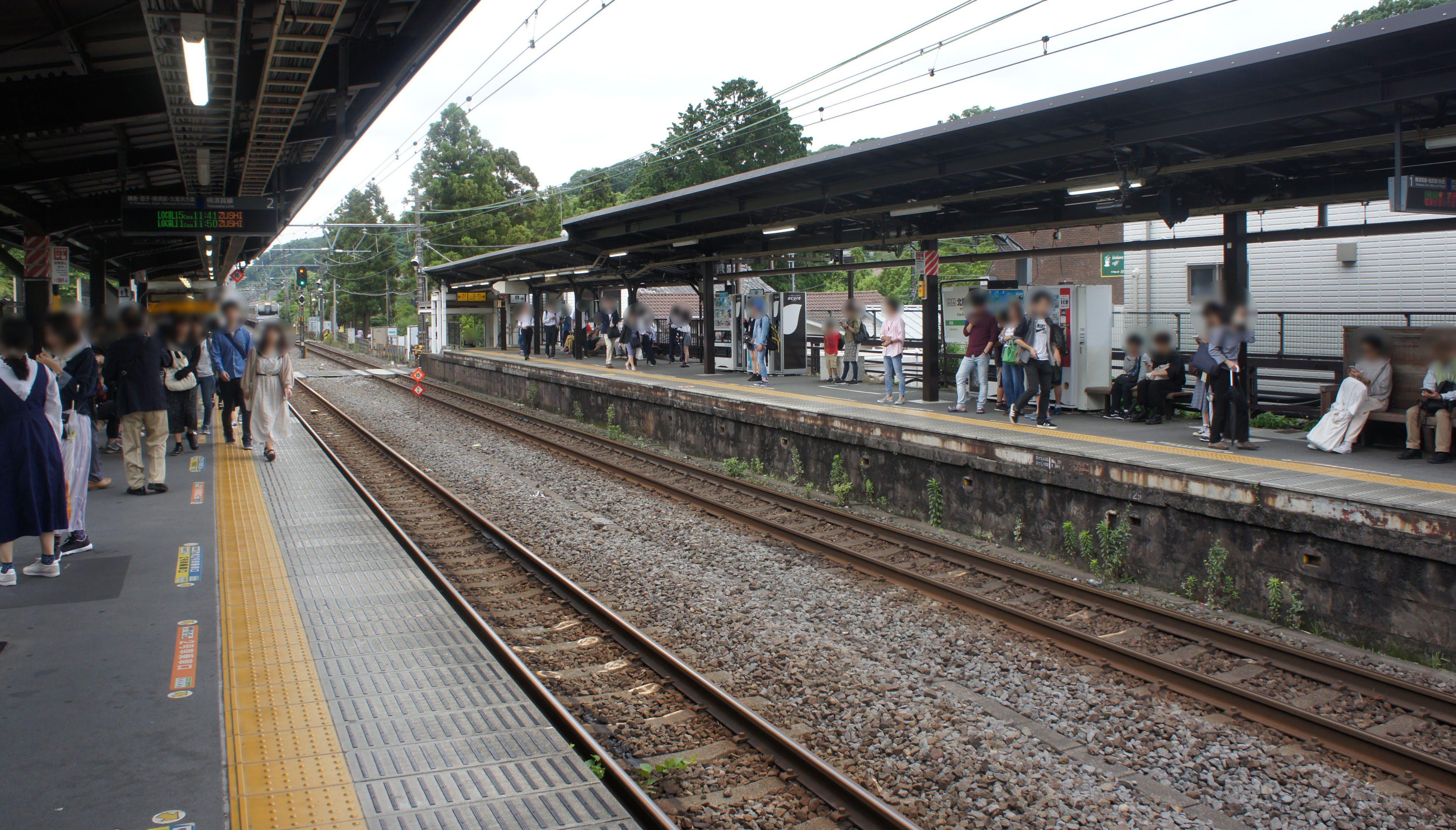
ホーム（2019年6月）

## 利用状況
2023年度（令和5年度）の1日平均乗車人員は8,177人である。
1995年度（平成7年度）以降の1日平均乗車人員は下表の通りである。
| 年度               | 1日平均 乗車人員 |
| ------------------ | ---------------- |
| 1995年（平成07年） | 10,000           |
| 2000年（平成12年） | 8,841            |
| 2001年（平成13年） | 8,882            |
| 2002年（平成14年） | 8,458            |
| 2003年（平成15年） | 8,529            |
| 2004年（平成16年） | 8,324            |
| 2005年（平成17年） | 8,335            |
| 2006年（平成18年） | 8,404            |
| 2007年（平成19年） | 8,496            |
| 2008年（平成20年） | 8,569            |
| 2009年（平成21年） | 8,518            |
| 2010年（平成22年） | 8,448            |
| 2011年（平成23年） | 8,473            |
| 2012年（平成24年） | 8,849            |
| 2013年（平成25年） | 8,964            |
| 2014年（平成26年） | 8,709            |
| 2015年（平成27年） | 8,994            |
| 2016年（平成28年） | 8,997            |
| 2017年（平成29年） | 9,051            |
| 2018年（平成30年） | 9,015            |
| 2019年（令和元年） | 8,771            |
| 2020年（令和02年） | 6,351            |
| 2021年（令和03年） | 7,138            |
| 2022年（令和04年） | 7,942            |
| 2023年（令和05年） | 8,177            |

## 駅周辺

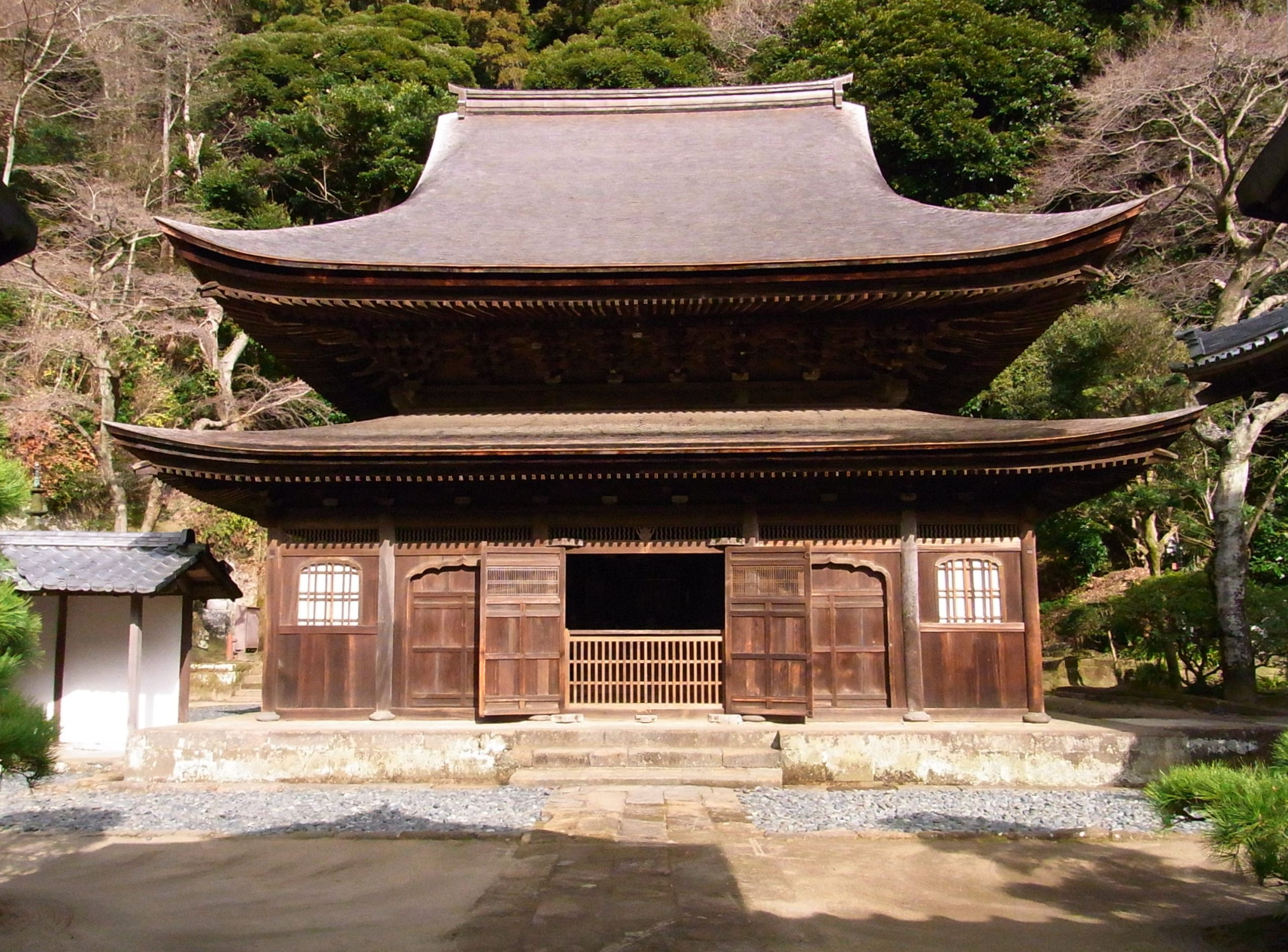
円覚寺舎利殿（国宝）

緑に包まれた山の谷間にある円覚寺の境内に位置し、静かな住宅地に囲まれている。駅前には小さな商店街があり、観光客向けのレストランなどもある。
- 禅宗の鎌倉五山を中心に多くの寺がある。
  - 円覚寺 - 駅裏側に位置し、線路が境内を横切る。
  - 建長寺 - けんちん汁発祥の寺
  - 明月院 - 通称あじさい寺
  - 東慶寺 - 縁切り寺
- 鎌倉学園中学校・高等学校
- 北鎌倉女子学園中学校・高等学校
- 神奈川県立大船高等学校
- 鎌倉小坂郵便局
- 葉祥明美術館
- 好好洞トンネル - 駅裏側の通称、洞門山に穿たれた中華風の赤い門が特徴の素掘りトンネル。

### 道路
- 神奈川県道21号横浜鎌倉線

## バス路線
駅前の県道にある北鎌倉が最寄りバス停。全路線江ノ電バスが担当する。
- 鎌倉駅方面（北鎌倉駅前交差点前）
  - A21・K4・N2：鎌倉駅東口行
- 大船駅方面
  - A21：上大岡駅行 ※朝のみ
  - N2：大船駅東口交通広場行

## 舞台になった作品
- 小津安二郎の映画『晩春』（1949年・松竹）の最初のシ－ンで、北鎌倉駅の駅名標が写る。
- 小津安二郎の映画『麦秋』（1951年・松竹）の舞台。小津は北鎌倉駅近くに住んでおり、墓は駅傍の円覚寺にある。
- 1990年代半ばに放映されたJR東日本のCMで当駅が取り上げられ、『麦秋』の一部を再現した情景が用いられた。
- 浜田省吾の楽曲「紫陽花のうた -HYDRANGEAS IN KITAKAMAKURA-」（アルバム『青空の扉 〜THE DOOR FOR THE BLUE SKY〜』収録）の歌詞に登場する。
- 岡本正の楽曲「北鎌倉」は、駅から降りた周辺の施設を絡めて歌っている。
- 『顔で笑って』（TBS / 大映テレビ、1973年 - 1974年）は鎌倉市の私立病院を舞台にしており、最寄り駅として北鎌倉駅が登場する。
- 『天空のエスカフローネ』（1997年 テレビ東京） - ヒロインである神崎ひとみの実家がある駅として、111系 - 113系電車と共に本駅が登場する。
- サザンオールスターズの楽曲「北鎌倉の思い出」（アルバム『海のOh, Yeah!!』収録）は、歌詞は北鎌倉の情景が描かれている[13]。
- 三上延の小説『ビブリア古書堂の事件手帖』に登場する「ビブリア古書堂」は北鎌倉駅の線路沿いにある設定。

## 隣の駅
東日本旅客鉄道（JR東日本）
 横須賀線
大船駅 (JO 09) - 北鎌倉駅 (JO 08) - 鎌倉駅 (JO 07)
- 特急「鎌倉」停車駅

 湘南新宿ライン
大船駅 (JS 09) - 北鎌倉駅 (JS 08) - 鎌倉駅 (JS 07)

### 記事本文